# Каррье, Уильям
Уильям Каррье (англ. William Carrier; 20 декабря 1994 года, Ла-Саль, Квебек, Канада) — профессиональный канадский хоккеист, выступает за команду НХЛ «Каролина Харрикейнз». Обладатель  Кубка Стэнли 2023 года.

## Карьера
В НХЛ дебютировал в сезоне 2016/17 в составе клуба «Баффало Сейбрз».
21 июня 2017 года был выбран новичком лиги клубом «Вегас Голден Найтс» на драфте расширения. В своём первом сезоне в НХЛ «Голден Найтс» дошли до Финала Кубка Стэнли в котором проиграли «Вашингтон Кэпиталз» в серии со счётом 4-1.
27 февраля 2020 года подписал с «Голден Найтс» новый четырёхлетний контракт.
2 июля 2024 года в качестве свободного агента подписал шестилетний контракт с «Каролина Харрикейнз» на сумму $12 млн.

### Международная карьера
Бронзовый призёр юниорского чемпионата мира в 2012 году вместе со сборной Канады. Он принял участие в 7-и матчах, очков не набрал. В национальную сборную никогда не вызывался.

## Личная жизнь
Родился в городе Ла-Саль, провинция Квебек, но вырос уже в небольшом городе Пьерфон. Есть старший брат, Александре, который также был хоккеистом и выступал в юниорских лигах Канады.

## Достижения
Бронзовый призёр юниорского чемпионата мира (2012).